# Слов в минуту
Количество слов/знаков в минуту, обычно сокращенно называемое wpm (иногда заглавными буквами WPM), — это количество слов, обрабатываемых за минуту и часто используемую для измерения скорости набора текста, чтения или передачи/приёма азбуки Морзе.

## Буквенно-цифровой ввод
Поскольку длина или длительность слов явно изменчивы, для целей измерения ввода текста определение каждого «слова» часто стандартизировано и составляет пять символов или нажатий клавиш на английском, включая пробелы и знаки препинания. Например, при таком методе, применяемом к обычному английскому тексту, фраза «Я бегу» («I run») считается одним словом, но «носорог» («rhinoceros») и «давайте поговорим» («let’s talk») — двумя.
Средний профессиональный наборщик набирает текст со скоростью от 43 до 80 слов в минуту, в то время как на некоторых должностях может требоваться от 80 до 95 (обычно это минимум, необходимый для диспетчерских должностей и других ответственных за время работы печатных работ), а некоторые опытные наборщики работают со скоростью свыше 120 слов в минуту..
Машинистки двумя пальцами, которых иногда называют «hunt and peck», обычно достигают устойчивой скорости около 37 слов в минуту при запоминании текста и 27 слов в минуту при копировании текста, но при серийной работе могут достигать гораздо большей скорости.. 
С 1920-х по 1970-е годы скорость набора текста (наряду со скоростью стенографии) была важной квалификацией секретаря, а соревнования по набору текста были популярны и часто рекламировались компаниями-производителями пишущих машинок в качестве рекламы.
С приходом в наш мир персональных компьютеров умение быстро печатать стало гораздо более распространенным.
Группа исследователей «Карат» в ходе одного из исследований, проведенного среди обычных пользователей компьютеров в 1999 году, выяснила, что средняя скорость расшифровки текста составила 32,5 слова в минуту, а скорость набора текста — 19,0 слов в минуту. В том же исследовании, когда группа была разделена на «быструю», «умеренную» и «медленную» группы, средние скорости составили 40 слов в минуту, 35 слов в минуту и 23 слова в минуту, соответственно.

## Стенография
Стенографические клавиатуры[какие?] позволяют обученному пользователю вводить текст со скоростью 226 слов в минуту или быстрее, с очень высокой точностью, в течение длительного периода времени, что весьма достаточно для работы в режиме реального времени, например, для составления судебных отчетов или создания субтитров. Несмотря на очень высокий процент ошибок — в некоторых случаях они составляют 10 %  (возможно даже меньше) — студенты-стенографисты обычно могут достичь скорости 100—120 слов в минуту за шесть месяцев. Это быстрее, чем скорость большинства наборщиков буквенно-цифрового текста В Книге рекордов Гиннесса.

Самая высокая скорость, достигнутая при использовании стенографа[чего?], составляет 360 слов в минуту при точности 97,23 %.

## Цифровой ввод
Скорость цифрового ввода или 10 клавиш — это оценка способности человека управлять цифровой клавиатурой, находящейся на большинстве современных клавиатур персональных компьютеров. Она используется для измерения скорости при выполнении таких работ, как ввод информации о числах на таких предметах, как авизо, счета или чеки, которые вкладываются в банковские ячейки. Измеряется эта скорость в «Нажатиях Клавиш в Час» (НКЧ) (англ. keystrokes per hour, KPH). Для выполнения многих работ требуется определённое количество НКЧ, зачастую 8000 или 10 000.

## Почерк
Для взрослого человека (в возрасте от 18 до 60 лет) средняя скорость написания текста составляет 40 букв в минуту (примерно 13 слов в минуту), а диапазон от минимальной до максимальной 26 и 113 букв в минуту, соответственно (примерно от 5 до 20 слов в минуту).
Изучение протоколов полицейских отчетов показало, что наибольшая скорость укладывается в диапазон 120—155 знаков в минуту, при этом максимально возможный предел составляет 190 знаков в минуту.
По данным различных исследований, скорость почерка учащихся 3-7 классов колеблется от 25 до 94 букв в минуту.
При использовании методов стенографирования (скорописи) эта скорость значительно возрастает. На соревнованиях по стенографии была зафиксирована наибольшая скорость письма — 350 слов в минуту.

## Чтение и понимание
Количество знаков в минуту — это распространенная величина для оценки скорости чтения. Она часто используется в контексте оценки навыков коррекции. Но в контексте скорочтения, это довольно таки спорный показатель эффективности чтения.
Слово в этом контексте — то же самое, что и в контексте речи.
В ходе исследования, проведенного в 2012 году, была измерена скорость чтения текста вслух, и было установлено, что средняя скорость чтения на 17 различных языках составляет 184±29 слов в минуту или 863±234 знаков в минуту. Однако для языков, использующих латинский или кириллический алфавит, число слов в минуту различалось: 161±18 для финского и 228±30 для английского. Причиной этого являются различные конструкции слов в каждом языке (более длинные слова в финском и более короткие — в английском). Однако количество знаков в минуту, как правило, составляет около 1000 для всех исследуемых языков. Для испытуемых азиатских языков, использующих особые системы письма (арабский, иврит, китайский, японский), цифры представлены ниже.
Научные исследования показали, что чтение, обозначаемое здесь как восприятие и декодирование всех слов на каждой странице, быстрее 900 оборотов в минуту не является возможным, учитывая ограничения, установленные анатомическим строением глаза.
При корректуре материалов люди способны читать по-английски со скоростью 200 слов в минуту на бумаге и 180 слов в минуту на мониторе. [Эти цифры из статьи Ziefle, 1998, относятся к исследованиям, в которых использовались мониторы до 1992 года. См. Noyes & Garland 2008 для современного технологического представления на равнозначность].

## Речь и восприятие на слух
Аудиокниги рекомендуется читать со скоростью 150—160 слов в минуту — это диапазон, в котором люди комфортно слышат и произносят слова.
Для комфортного восприятия скорости слайдовых презентаций обычно ближе к 100—125 словам в минуту, аукционисты могут говорить со скоростью около 250 слов в минуту, а наиболее быстро выступающие политические дебатеры говорят от 350 до более 500 слов в минуту. В Интернете можно найти калькуляторы скорости речи, которые демонстрируют, что на количество слов в минуту влияют различные факторы, например, нервозность.
Джон Москитта-младший был на некоторое время занесен в Книгу рекордов Гиннесса как самый быстрый оратор в мире, способный говорить со скоростью 586 слов в минуту. Впоследствии его превзошел Стив Вудмор, который достиг скорости 637 слов в минуту.

## Язык жестов
Американский Университет Языка Жестов (ASLU) устанавливает предельный уровень владения языка амслен для студентов, у которых скорость говорения составляет 110—130 слов в минуту.

## Азбука Морзе
В азбуке Морзе для представления исходной информации используются последовательности коротких и длинных сигналов переменной длины (дит и дах, в просторечии называемые точками и тире), например, последовательности для буквы «К» и цифры «2» соответственно (▄▄▄▄▄▄▄▄▄▄▄▄) и (▄▄▄▄▄▄▄▄▄▄▄▄▄▄▄▄▄▄). Такая непостоянность усложняет измерение скорости передачи азбуки Морзе в словах в минуту. При использовании сообщений в виде телефонограмм средняя длина английского слова составляет около пяти символов, каждый из которых в среднем составляет 5,124 точки или бод. Следует также учитывать интервал между словами, который составляет семь точек в США и пять в британских территориях. Таким образом, среднее британское телеграфное слово составляло 30,67 длительности точки. Следовательно, скорость передачи азбуки Морзе равна 50⁄60 × количество слов в минуту.
Стандартная практика заключается в использовании двух различных стандартных фраз для измерения скорости передачи азбуки Морзе в словах в минуту. Стандартными словами являются: «PARIS» и «CODEX». В азбуке Морзе «PARIS» имеет длительность 50 точек, а «CODEX» — 60.
Хотя во многих странах уже не требуется лицензия на использование азбуки Морзе, она по-прежнему широко используется любителями радиосвязи. Опытные радиолюбители обычно передают код Морзе со скоростью 20 слов в минуту, используя ручные телеграфные ключи; энтузиасты, например, участники клуба CW Operators' Club, обычно передают и принимают код Морзе со скоростью до 60 слов в минуту. Предел для операторов, пытающихся записать азбуку Морзе, полученную на слух с помощью бумаги и карандаша, составляет примерно 20 слов в минуту. Многие опытные операторы азбуки Морзе могут принимать азбуку Морзе на слух мысленно, не записывая информацию, со скоростью до 70 слов в минуту. Для записи информации азбуки Морзе вручную со скоростью более 20 слов в минуту операторы обычно используют печатную машинку или компьютерную клавиатуру, чтобы обеспечить более высокую скорость копирования.
В США лицензия радиотелеграфиста все ещё выдается, хотя спрос на неё практически отсутствует, так как для связи на большие расстояния корабли теперь используют спутниковую Глобальную морскую систему связи при Бедствиях и для обеспечения безопасности (ГМССБ, GMDSS). Помимо письменного экзамена, необходимо продемонстрировать умение принимать сигналы Морзе со скоростью 20 слов в минуту на обычном языке и 16 слов в минуту в кодовых группах.
Соревнования по скоростной телеграфии проводятся до сих пор. На чемпионате мира 1939 года самым быстрым оператором азбуки Морзе был Теодор Рузвельт МакЭлрой, передававший сообщения со скоростью 75,6 слов в минуту с помощью пишущей машинки.